# Wylder
Wylder település Franciaországban, Nord megyében. Lakosainak száma 301 fő (2022. január 1.). Wylder Quaëdypre, West-Cappel és Wormhout községekkel határos.

## Népesség
A település népessége az elmúlt években az alábbi módon változott:
| Lakosok száma | 320  | 299  | 305  | 291  | 294  | 296  | 299  | 301  | 301  |
|               | 2013 | 2015 | 2016 | 2017 | 2018 | 2019 | 2020 | 2021 | 2022 |